# Ивановка (Черниговский район)
Ива́новка (укр. Іва́нівка) — село в Черниговском районе Черниговской области Украины, административный центр Ивановской сельской общины. До 2016 года был центром Ивановского сельсовета. Население 1487 человека. Расположено на берегу реки Вздвижа.
Код КОАТУУ: 7425582801. Почтовый индекс: 15562. Телефонный код: +380 462.

## История
Указом ПВС УССР от 10.06.1946 г. село Яновка переименовано в Ивановку.

## Власть
Орган местного самоуправления — Ивановский сельский совет. Почтовый адрес: 15562, Черниговская обл., Черниговский р-н, с. Ивановка, ул. Дружбы 33
Ивановскому сельскому совету, кроме Ивановки, подчинены сёла:
- Колычовка;
- Ягодное.

## Галерея

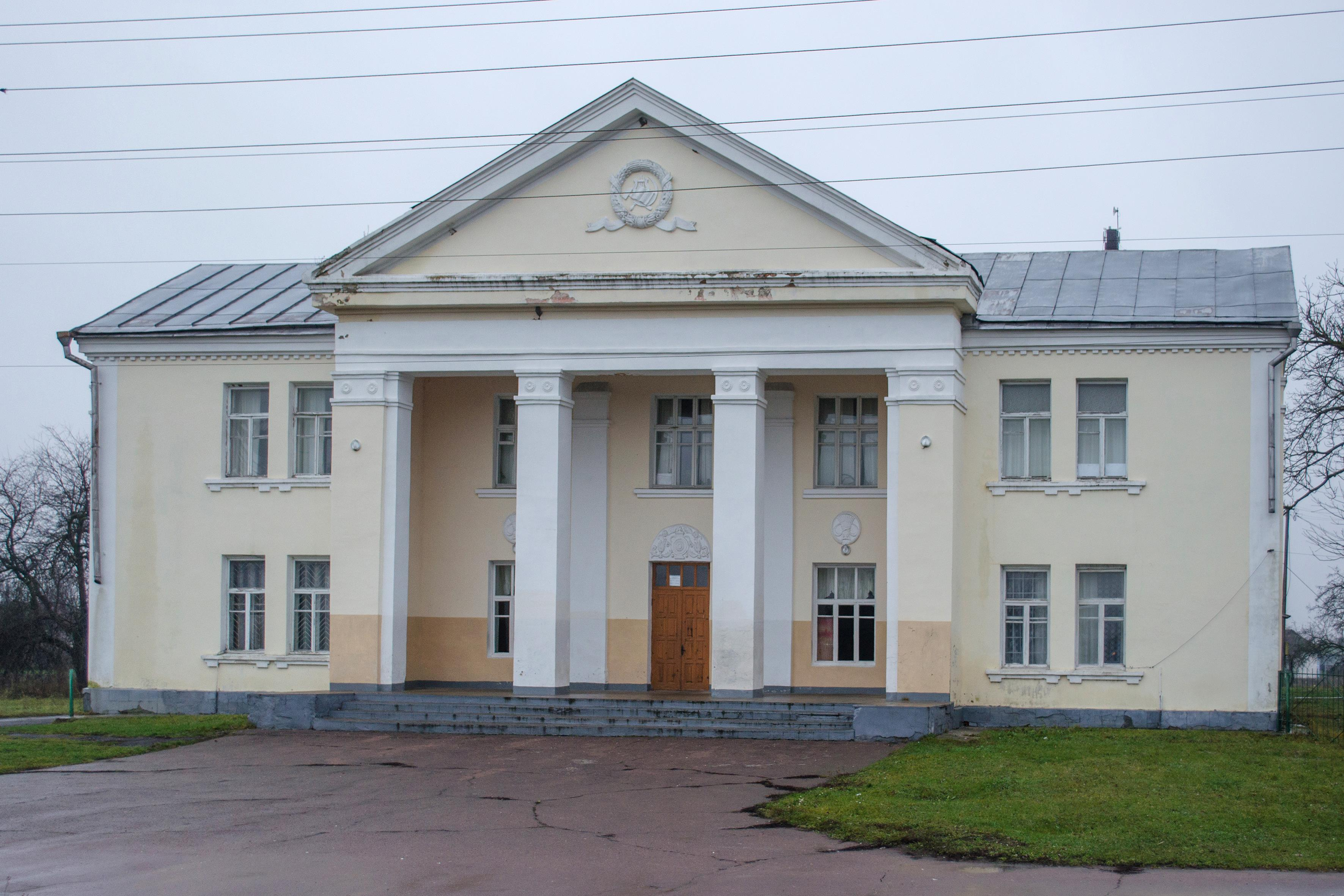
Дом культуры
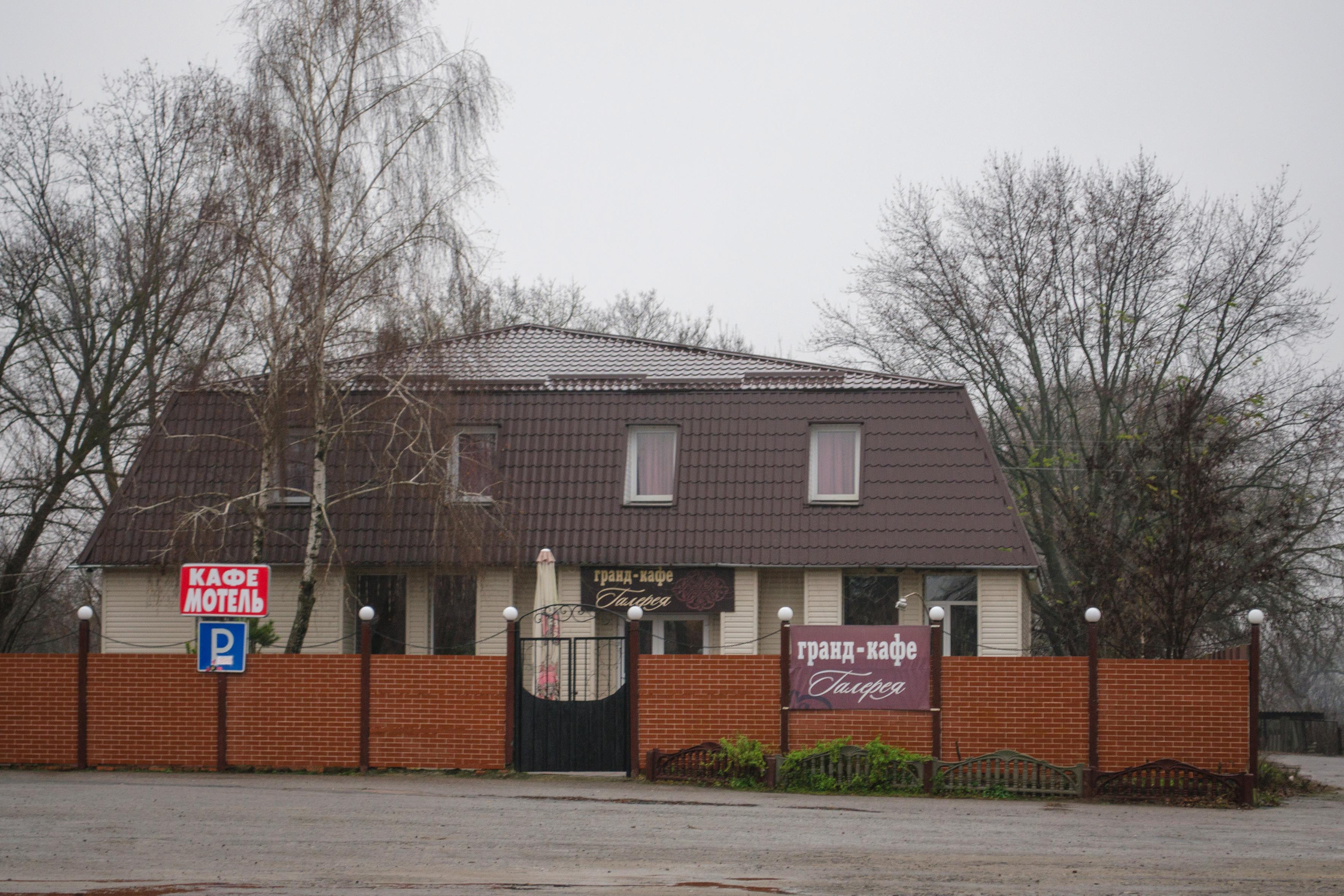
Кафе, мотель
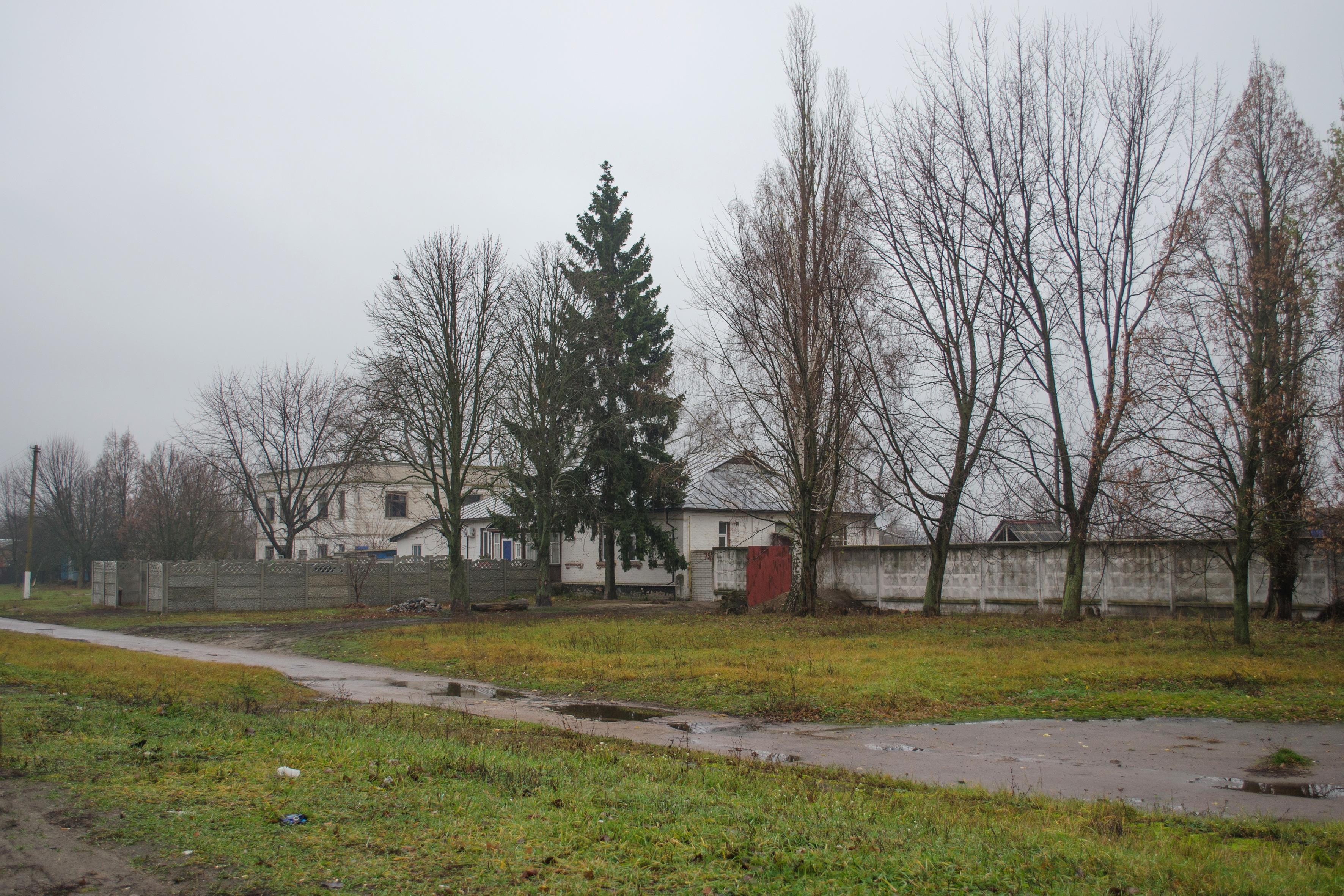
Улица
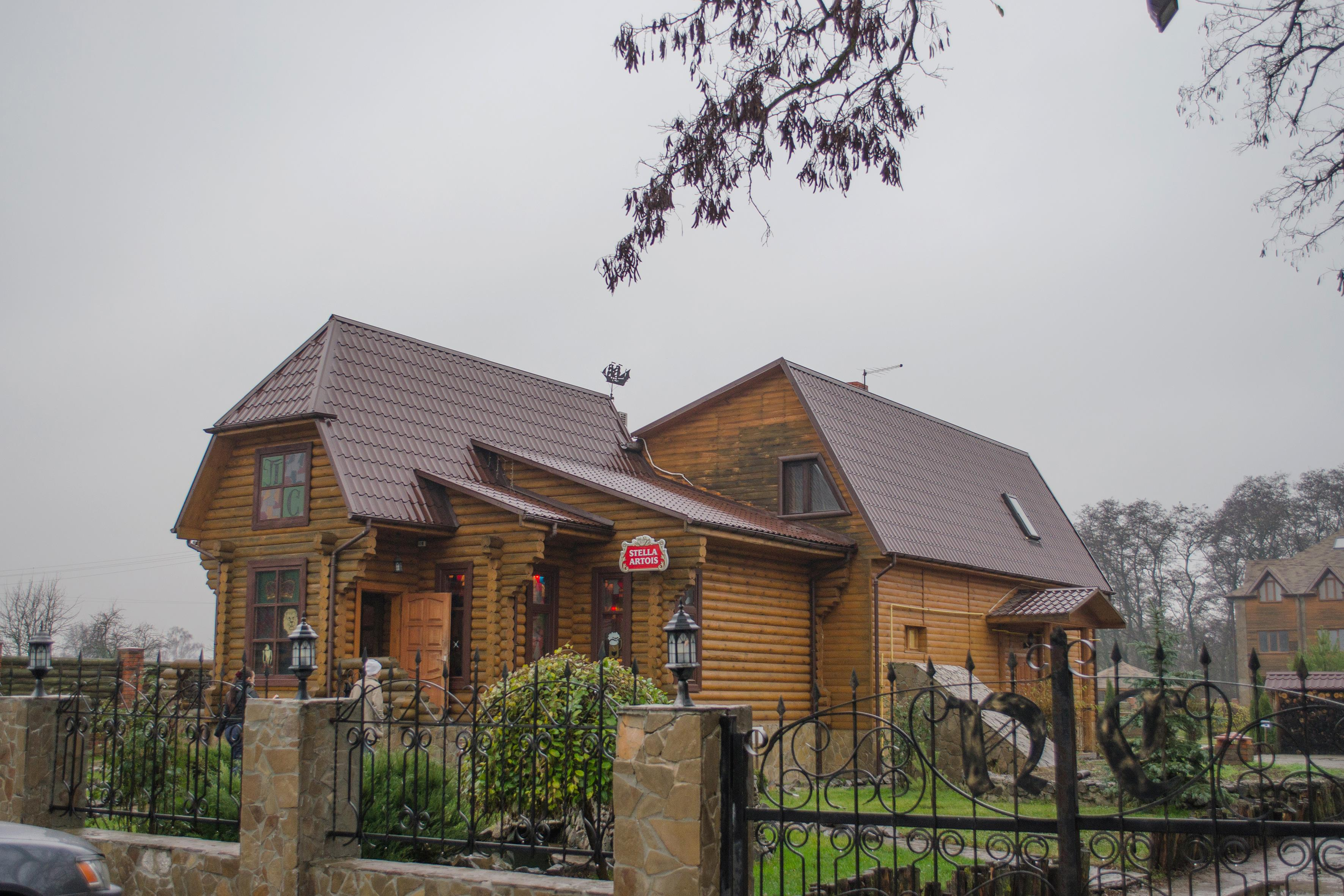
Гостиничный комплекс «Петровская слобода»
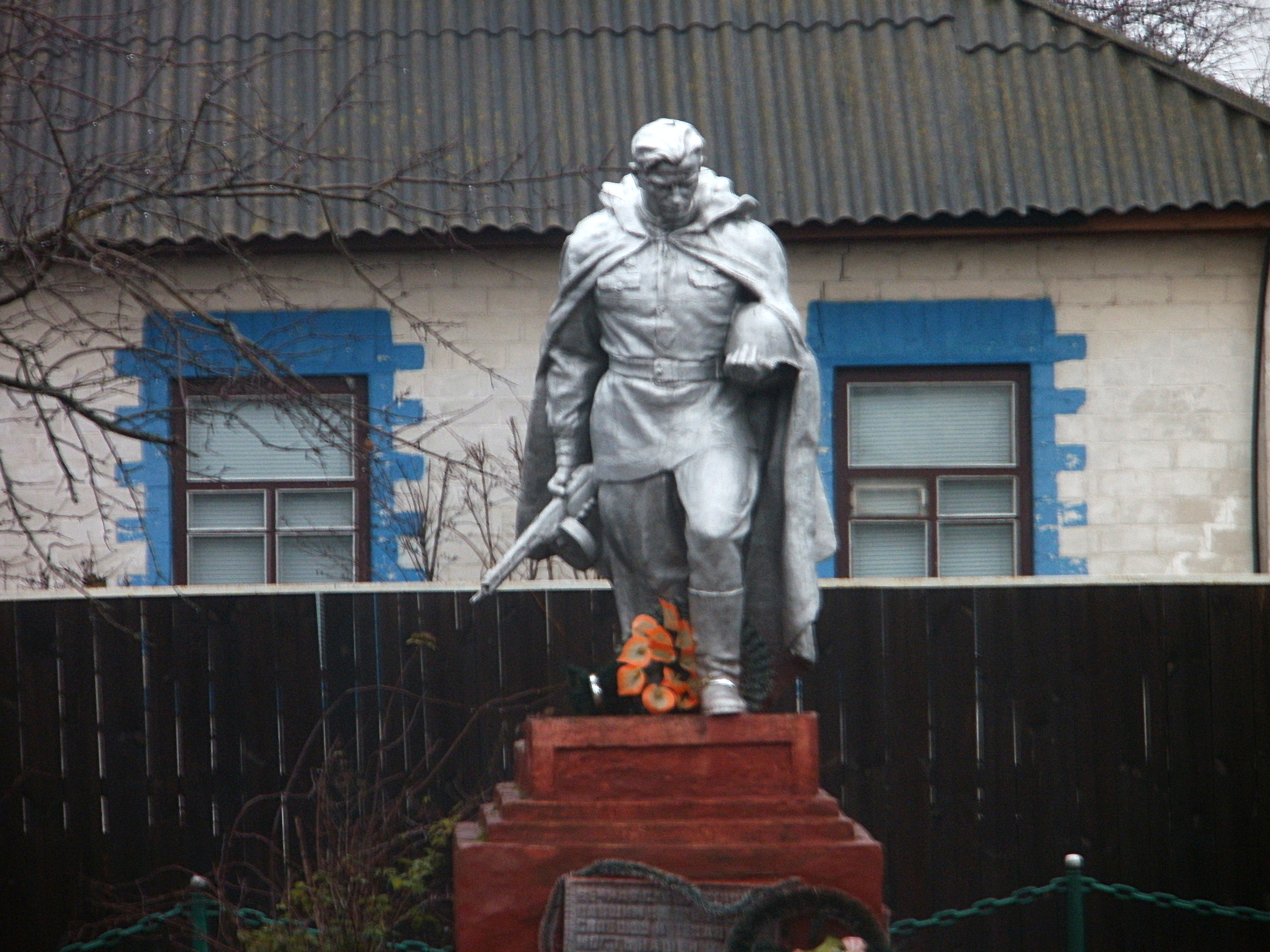
Братская могила
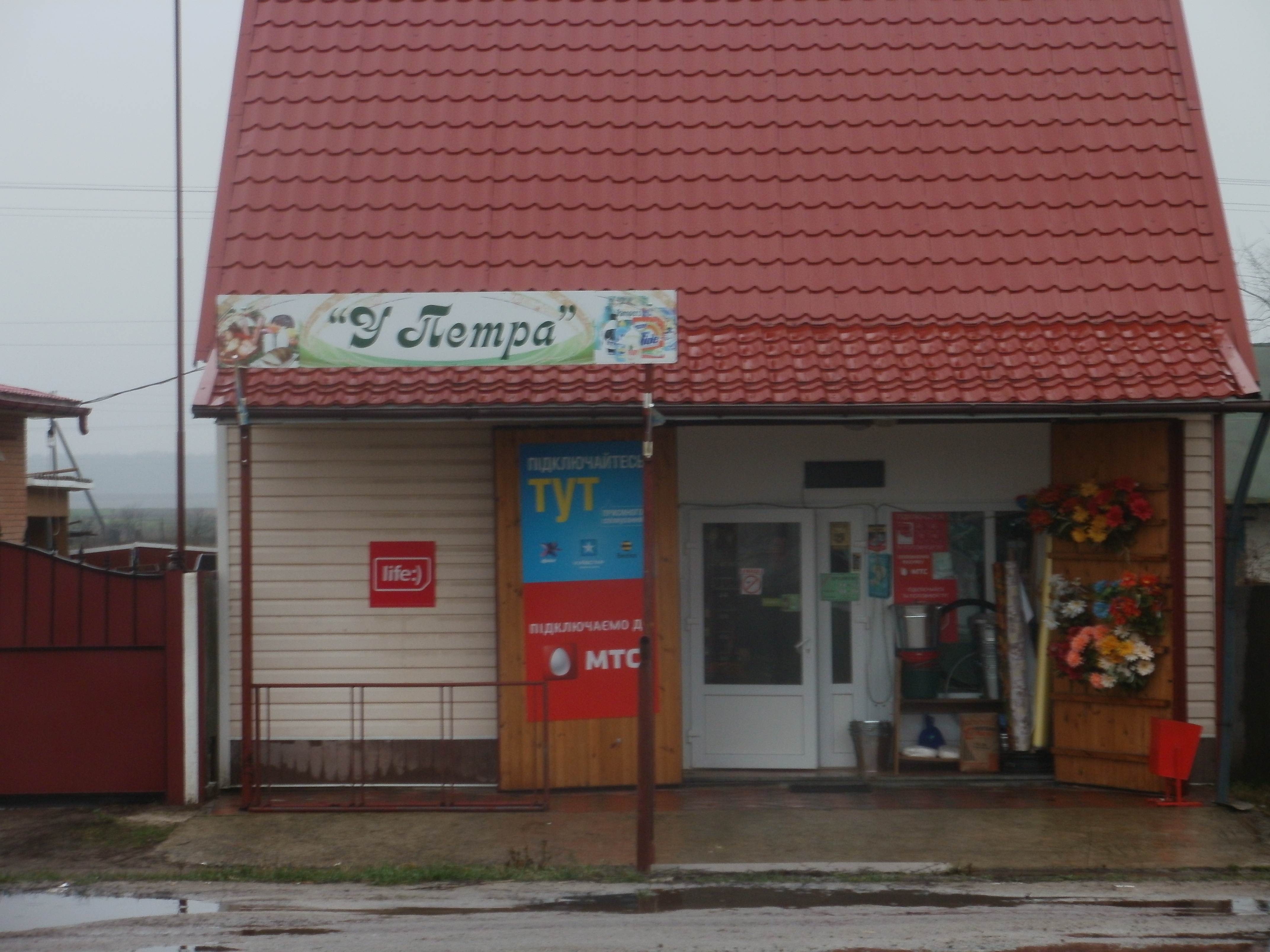
Магазин
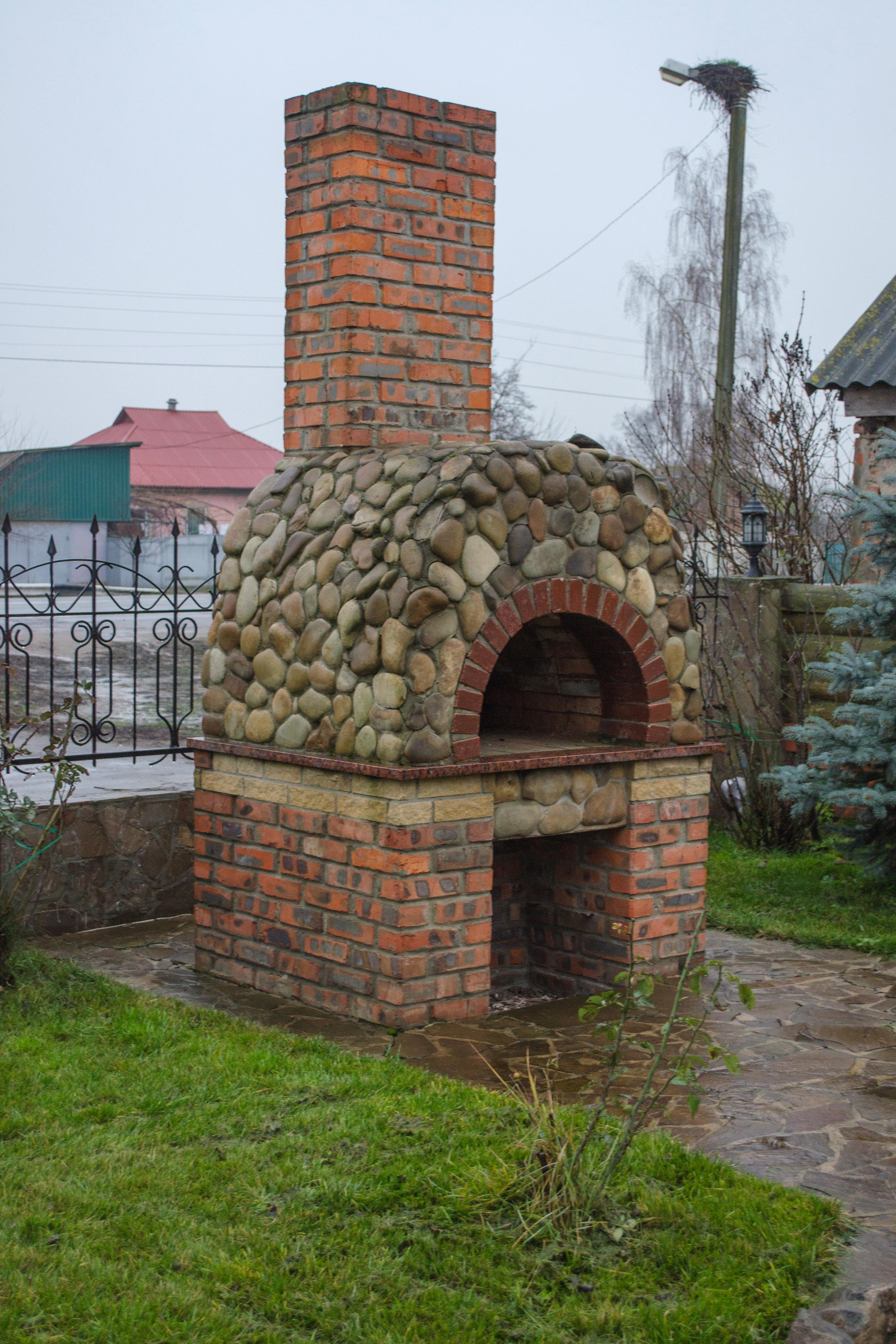
Декоративная печь